# Humor hacker
Según The Jargon Dictionary, el humor hacker es aquel que comparten los expertos en computadoras (en particular, los hackers), que incluye cosas como parodias elaboradas de documentos como especificaciones, estándares, descripciones de lenguajes, etc.
Los RFC documentan todos los protocolos estandarizados de Internet y son la fuente de referencias para implementar alguna aplicación o para conocer los detalles de algún protocolo, por tal razón el tratamiento y lenguaje de los documentos es sumamente formal, salvo por algunas excepciones: el 1 de abril (April Fool's day) anglosajón es algo parecido al Día de los Santos Inocentes hispanoamericano (28 de diciembre). En ese talante, los RFCs publicados el 1 de abril suelen ser bromas ingeniosas para provocar la hilaridad de los entendidos. 

## Listado de RFCs de broma
- RFC 8369: Internationalizing IPv6 Using 128-Bit Unicode
- RFC 8367: Wrongful Termination of Internet Protocol (IP) Packets
- RFC 8140: The Arte of ASCII: Or, An True and Accurate Representation of an Menagerie of Thynges Fabulous and Wonderful in Ye Forme of Character
- RFC 8135: Complex Addressing in IPv6
- RFC 7511: Scenic Routing for IPv6
- RFC 7169: The NSA (No Secrecy Afforded) Certificate Extension
- RFC 6921: Design Considerations for Faster-Than-Light (FTL) Communication
- RFC 6919: Further Key Words for Use in RFCs to Indicate Requirement Levels
- RFC 6592: The Null Packet
- RFC 6217: Regional Broadcast Using an Atmospheric Link Layer
- RFC 6214: Adaptation of RFC 1149 for IPv6
- RFC 5841: TCP Option to Denote Packet Mood
- RFC 5513: IANA Considerations for Three Letter Acronyms
- RFC 5241: Naming Rights in IETF Protocols
- RFC 4042: UTF-9 and UTF-18 Efficient Transformation Formats of Unicode
- RFC 4041: Requirements for Morality Sections in Routing Area Drafts
- RFC 3751: Omniscience Protocol Requirements
- RFC 3514: The Security Flag in the IPv4 Stack
- RFC 3252: Binary Lexical Octet Ad-hoc Transport
- RFC 3251: Electricity over IP
- RFC 3093: Firewall Enhancement Protocol (FEP)
- RFC 3092: Etymology of "Foo"
- RFC 3091: Pi Digit Generation Protocol
- RFC 2795: The Infinite Monkey Protocol Suite (IMPS)
- RFC 2551: The Roman Standards Process -- Revision III
- RFC 2550: Y10K and Beyond
- RFC 2549: IP over Avian Carriers with Quality of Service
- RFC 2325: Definitions of Managed Objects for Drip-Type Heated
- RFC 2324: Hyper Text Coffee Pot Control Protocol (HTCPCP/1.0)
- RFC 2323: IETF Identification and Security Guidelines
- RFC 2322: Management of IP numbers by peg-dhcp
- RFC 2321: RITA -- The Reliable Internetwork Troubleshooting Agent
- RFC 2100: The Naming of Hosts
- RFC 1927: Suggested Additional MIME Types for Associating Documents
- RFC 1926: An Experimental Encapsulation of IP Datagrams on Top of ATM
- RFC 1925: The Twelve Networking Truths
- RFC 1924: A Compact Representation of IPv6 Addresses
- RFC 1776: The Address is the Message
- RFC 1607: A View From The 21st Century
- RFC 1606: A Historical Perspective On The Usage Of IP Version 9
- RFC 1605: SONET to Sonnet Translation
- RFC 1438: Internet Engineering Task Force Statements Of Boredom (SOBs)
- RFC 1437: The Extension of MIME Content-Types to a New Medium
- RFC 1313: Today's Programming for KRFC AM 1313 Internet Talk Radio
- RFC 1217: Memo from the Consortium for Slow Commotion Research (CSCR)
- RFC 1216: Gigabit Network Economics and Paradigm Shifts
- RFC 1149: A Standard for the Transmission of IP Datagrams on Avian Carriers
- RFC 1097: Telnet subliminal-message option
- RFC 748: TELNET RANDOMLY-LOSE Option
- RFC 527: The ARPAWOCKY

- Datos: Q5905204